# Gunnedet och Sjöändan
Gunnedet och Sjöändan är en av SCB avgränsad och namnsatt småort i Norrtälje kommun, Stockholms län. Den omfattar bebyggelse i Gunnedet, Sjöändan och Upstuvreten belägna i Länna socken väster och söder om södra viken i Länna kyrksjö